# Coming Up (песня)
«Coming Up» (с англ. — «Подъём») — песня, написанная и исполненная Полом Маккартни. Трек является заглавным во втором сольном альбоме Маккартни — McCartney II, выпущенном в 1980 году. Как и остальные песни альбома, он выполнен в минималистическом ключе. Маккартни в записи играл на всех инструментах вместе со своей женой Линдой Маккартни.
В интервью Rolling Stone Маккартни сказал, что песня начала задумываться только с драм-трека, «и дописывалась, отталкиваясь о него, шаг за шагом». По словам Маккартни, он не имел никакого представления о том, какая она будет в конечном итоге.
Джону Леннону так понравилась песня, что он заявил, что мог бы помочь Маккартни её дозаписать.

## О песне
Сама песня исполнена в стиле фанк-рока. На всех инструментах сыграл сам Пол Маккартни. Запись происходила необычно: записанный основной трек проигрывался в замедленном темпе, и на него накладывался вокал и «саксофон» меллотрона. В результате при проигрывании на нормальной скорости голос Маккартни звучал очень высоко и неестественно, но эксперимент музыканту понравился.
В тексте поется о любви:

Ты хочешь вечной любви,

Которая никогда не угаснет.

Я хочу помочь тебе решить эту проблему
Оригинальный текст (англ.)
You want a love to last forever,

One that will never fade away.

I wanna help you with your problem

Песня была записана на 16-дорожный магнитофон Studer, который Пол Маккартни арендовал для записи своего альбома McCartney II.

## Живая версия
Живая версия этой композиции была записана в Глазго, Шотландия, 17 декабря 1979 года во время тура Wings по Великобритании. Эта версия отличалась от студийной более полным звуком и была включена на стороне B сингла. Также другой стороной B была песня Wings — «Lunchbox/Odd Sox», записанная во время сессий к альбому Venus and Mars.
Columbia Records хотела поместить живую версию песни в альбом McCartney II, но супруги Маккартни сопротивлялись изменению, желая сохранить в альбоме студийную версию. Вместо этого песня была выпущена в виде сингла, а живая версия была включена в альбом, выпущенный на территории Северной Америки.
«Coming Up» (Live at Glasgow) с тех пор появлялась в американских версиях альбома All the Best! и Wingspan.
Другая живая запись «Coming Up» появилась в альбоме Concerts for the People of Kampuchea с дополнительным куплетом, который был добавлен из версии Глазго.

## Список композиций
7" single (R 6035)
1. «Coming Up» — 3:49
2. «Coming Up» (Live At Glasgow) — 3:51
  - Исполнено Wings
3. «Lunch Box/Odd Sox» — 3:54
  - Исполнено Wings

## В записи принимали участие
Пол Маккартни — вокал,гитара,бас-гитара,синтезатор,меллотрон,ударные

## Чарты
В Великобритании сингл стал хитом, достигнув второй позиции к своей третьей неделе пребывания в чарте.
В США Columbia Records способствовали продвижению концертной версии, которая впоследствии получила большую ротацию, нежели студийная версия студийной версии.
В США «Coming Up» достиг первого места в Billboard Hot 100, синглу был присвоен статус золотого от Американской Ассоциации звукозаписывающей индустрии, так как было продано более одного миллиона копий.
| Хит-парад (1980)       | Высшая позиция |
| ---------------------- | -------------- |
| UK Singles Chart       | 2              |
| US Billboard Hot 100   | 1              |
| Канада RPM 100 Singles | 1              |

| Хит-парад (1980)                | Позиция |
| ------------------------------- | ------- |
| США (Billboard Top Pop Singles) | 7       |

## Видеоклип
Песня «Coming Up» также хорошо известна своим клипом. В нём Пол Маккартни сыграл десять ролей, а Линда Маккартни сыграла две. Группа (названная в клипе как «пластиковые Маки» на бас-барабане) состоит из Пола и Линды, имитирующих различные рок-музыкальные стереотипы, а также нескольких известных музыкантов. В 2007 году Маккартни рассказал, кого пародировали в клипе: Хэнка Марвина (гитариста The Shadows), Рона Маэля из Sparks и самого себя в эпоху «битломании». Однако в то же время другие люди, такие как писатель Фред Бронсон предположили, что существуют и другие пародируемые музыканты, такие как Энди Маккей, Фрэнк Заппа, Мик Флитвуд и Нил Янг. В ответ на эти рассуждения Маккартни сказал, что другие роли были просто комические.
Мировая премьера клипа прошла на Saturday Night Live 17 мая 1980 года.